# Platymetopius safavii
Platymetopius safavii är en insektsart som beskrevs av Dlabola 1971. Platymetopius safavii ingår i släktet Platymetopius och familjen dvärgstritar. Inga underarter finns listade i Catalogue of Life.